# Sulfură

Reprezentare plană a ionului sulfură

Sulfurile sunt compuși care conțin ionul sulfură, S2-. Acidul de la care se formează sulfurile este acidul sulfhidric. Este cel mai simplu ion de sulf. Exemple de sulfuri sunt: sulfură de cadmiu CdS, sulfură de fier (II) FeS, etc.